# Huibeven
Huibeven is een woonwijk in het Tilburgse stadsdeel de Reeshof. Met ongeveer 5000 inwoners is de wijk onder te verdelen in de vier buurten West, Midden, Oost en Zuid. Het Reeshofbos is gelegen in Huibeven Zuid. Gelegen in het oostelijke deel van de Reeshof, grenst Huibeven aan het Wandelbos in het oosten en met het Reeshofbos erbij aan Witbrant in het zuiden. Verder wordt Huibeven omringt door de wijken Gesworen Hoek in het noorden en in het westen Heerevelden, Heyhoef en Campenhoef.
De straatnamen in Huibeven zijn vernoemd naar Nederlandse woonplaatsen die met de letters D en G beginnen. Op basis hiervan worden delen van Huibeven officieus aangeduid als D-buurt en G-buurt.
De wijk Huibeven kent verschillende voorzieningen en faciliteiten. Zo ligt in de wijk het zwembad en sportcentrum De Reeshof,
zorgcentrum Reyshoeve en drie basisscholen. Ook gelegen in de wijk is de St. Antonius van Paduakerk, de Rooms-katholieke kerk van de Emmausparochie. Verder kent de wijk meerdere groenvoorzieningen zoals het Reeshofbos en Huibevenpark.